# Arne Quinze

Arne Quinze met zijn sculptuur genaamd 'Mojave', een Chroma Lupine

Arne Quinze (Gent, 15 december 1971) is een Belgisch conceptueel kunstenaar die vooral bekend is om zijn opvallende kunstinstallaties in het straatbeeld.

## Biografie
In de jaren 1980 begon hij als graffitikunstenaar, maar evolueerde van straatkunst naar publieke kunst. Als artiest werd hij in 2006 bekend door het plaatsen van Uchronia, een co-creatie met Jan Kriekels, Maurice Engelen en de Uchronia crew. Het resultaat werd een houten constructie van 30 m hoog en 60 m breed op het Burning Man festival in de Nevadawoestijn, VS. In eigen land bouwde hij Cityscape aan de Guldenvlieslaan in Brussel in 2007.
In 2008 bouwde hij een groot werk The Sequence, een oranjekleurige constructie in hout en beton achter het Vlaams parlement in de Leuvenseweg in Brussel. Voorts hield hij tentoonstellingen in onder meer Brussel, New York, Miami, São Paulo, Milaan en Verona. Zijn sculpturen en installaties in publieke ruimten en stadscentra wereldwijd zijn het bekendst, maar hij schildert eveneens. 

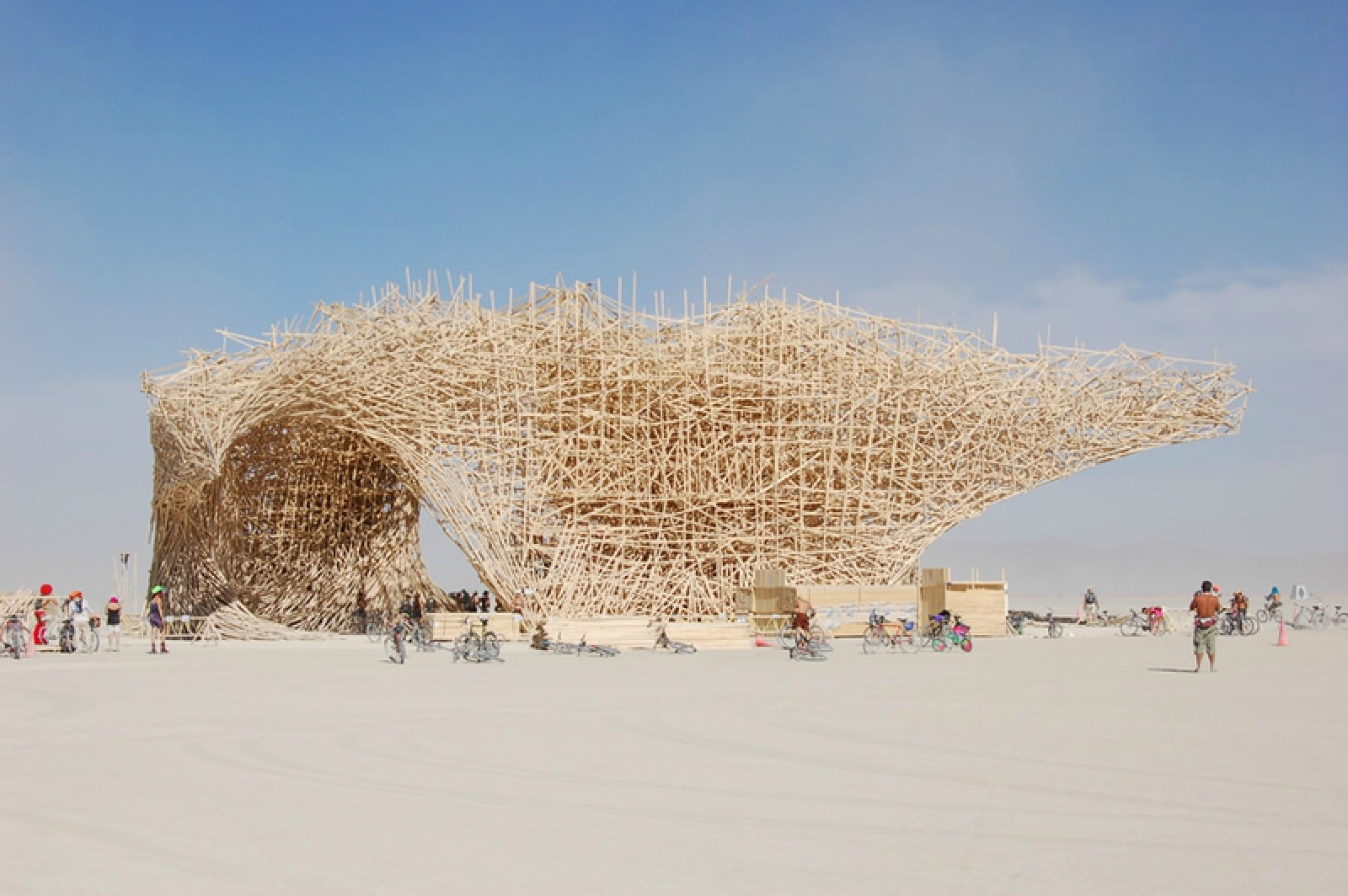
'Uchronia', een tijdelijke sculptuur op het Burning Man festival in 2006, in de woestijn van Nevada, USA

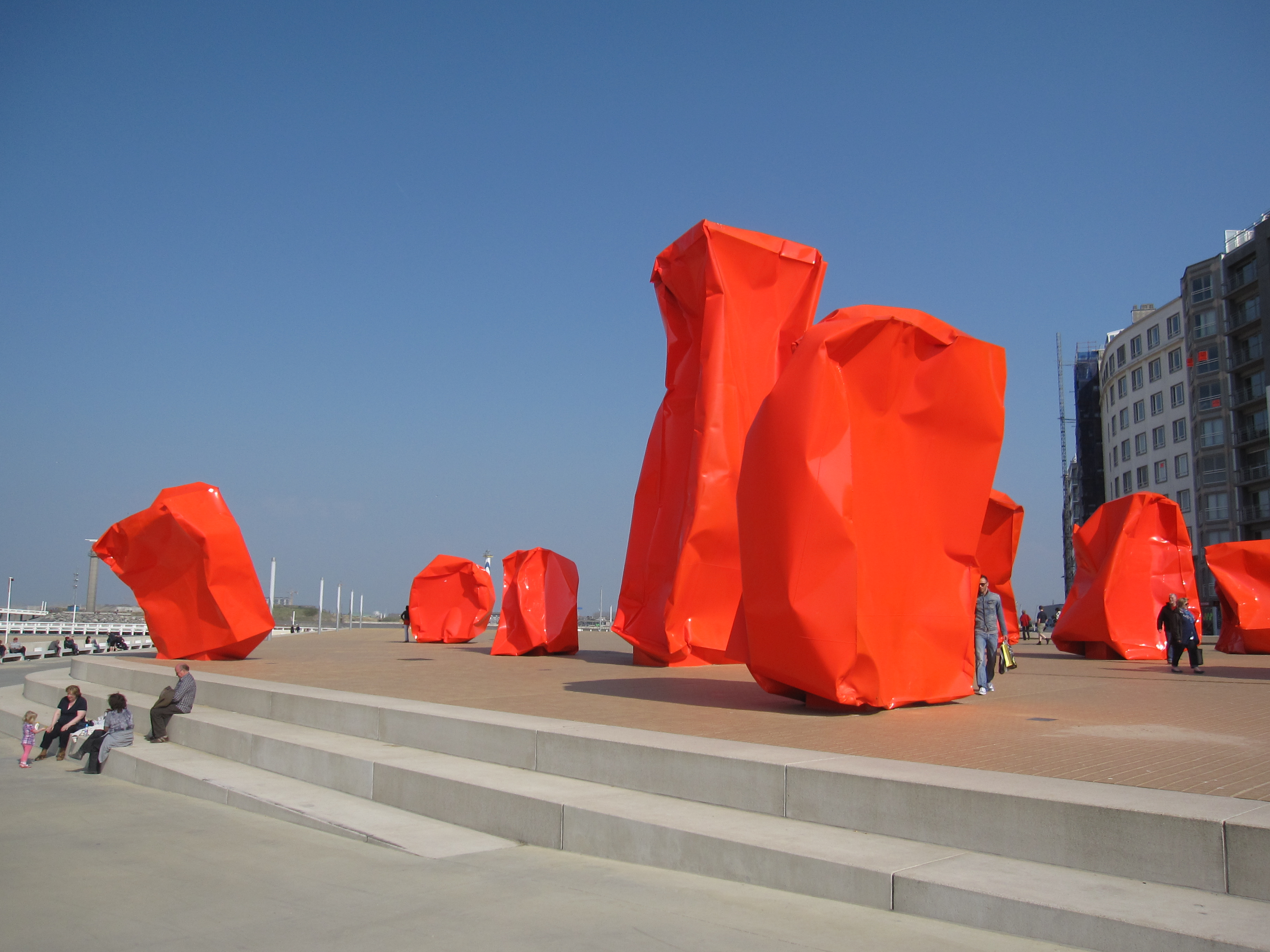
'Rock Strangers', een kunstwerk van Arne Quinze op de zeedijk van Oostende

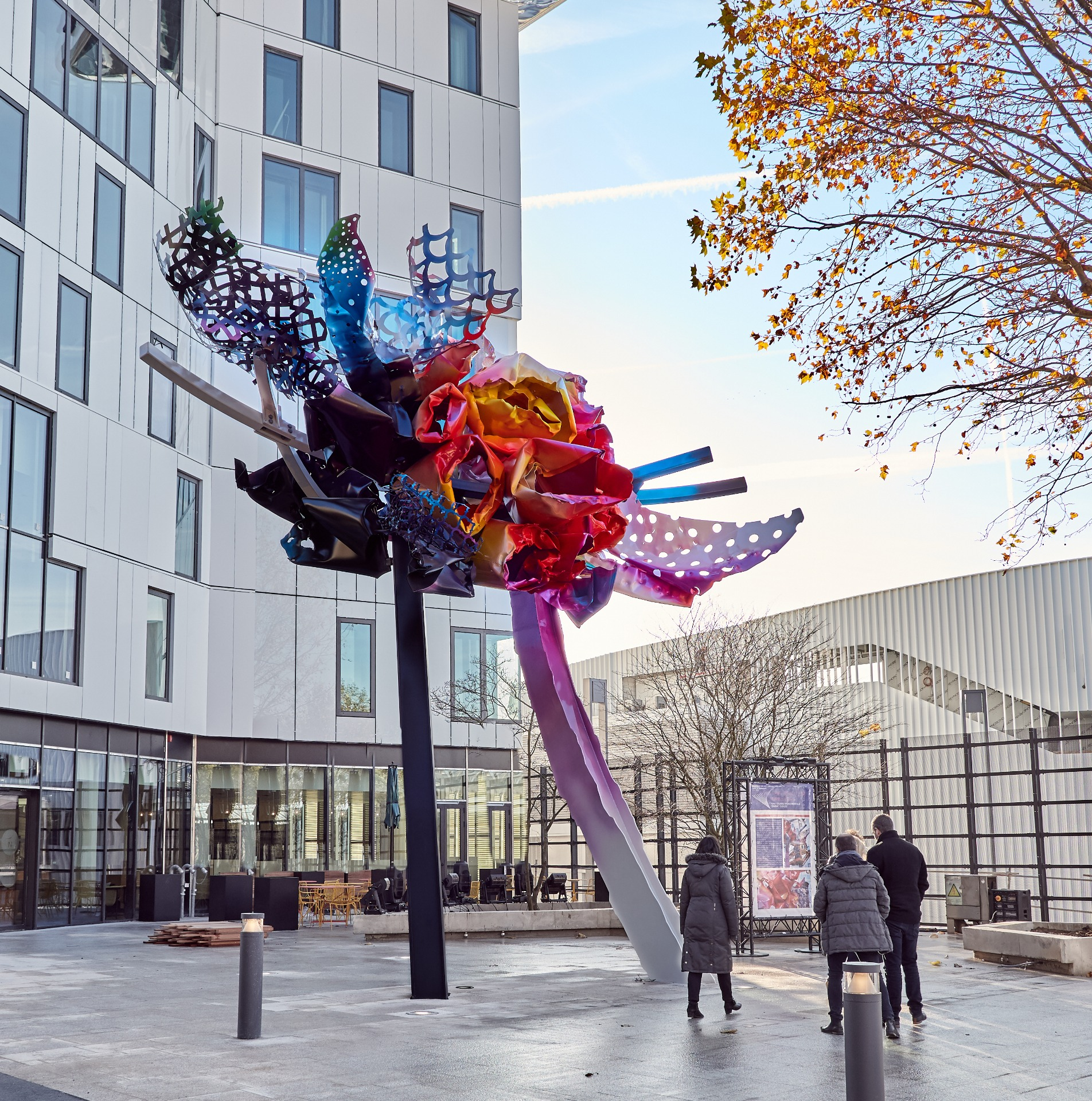
The Beautiful Dreamer, een permanente sculptuur van Arne Quinze in Parijs

Op 4 juli 2011, de Amerikaanse nationale feestdag, onthulde hij Rock Strangers op het Vrijheidsbeeld in New York in het kader van het 'Global Green Box'-project van biermerk Beck's. Het werk is een toepassing van ‘augmented reality’ en bestaat puur virtueel.
Sinds de zomer van 2014 is Quinze  curator van het kunstproject North West Walls dat wordt tentoongesteld op de weide van Rock Werchter. Het kunstwerk is een door hem ontworpen twintig meter hoge constructie van zeecontainers. Elk jaar nodigt Quinze een graffiti kunstenaar uit om het kunstwerk volledig met een nieuwe mural aan te kleden. De jaren 2020 en 2021 werden overgeslagen door de Coronapandemie. In mei 2022 was Matthias Schoenaerts aan de beurt als zijn graffiti alter ego Zenith met een ontwerp geïnspireerd op de dood van Sanda Dia.
Op recreatiedomein De Schorre in Boom bouwde hij voor de organisatie van Tomorrowland een wandel- en fietsbrug en kunstwerk One World. De brug bestaat uit houten planken met ingekerfde boodschappen van 200.000 bezoekers van Tomorrowland. In het midden staat een metalen sculptuur. 
The Passenger, een houten kunstwerk dat hij in 2015 installeerde nabij het gerechtsgebouw in Bergen, werd in 2021 afgebroken en gerecycleerd. Het BAM, Museum voor Schone Kunsten in Bergen hield in de zomer van 2021 een overzichtsttentoonstelling My Secret Garden. Quinze was eregast op de BRAFA kunstbeurs 2022. In november 2022 bouwde hij met zijn team Oasis, een lichtsculptuur, voor het Noor Riyadh-lichtfestival in Saoedi-Arabië.  Voor het Egyptische kunstenfestival Forever Is Now, in het najaar van 2023, installeerde hij het cirkelvormig kunstwerk Aurora met zicht op de Piramides van Gizeh.

### Persoonlijk leven
Op 9 september 2009 trouwde Quinze met de Duits-Amerikaanse ontwerpster, actrice en model Barbara Becker in Miami. De bruiloft werd op 13 september 2009 gevierd in Berlijn. In oktober 2011 ging het stel uit elkaar. Op 6 oktober 2012 trad Quinze voor een tweede maal in het huwelijk, ditmaal met de Belgische presentatrice An Lemmens. Dit huwelijk hield stand tot in juni 2015. Hij heeft vijf kinderen uit zijn vorige relaties.